# رودلفوس دی سالیس
رودلفوس دی سالیس (انگلیسی: Rodolphus de Salis; ۹ مهٔ ۱۸۱۱ – ۱۳ مارس ۱۸۸۰) پرسنل نظامی اهل بریتانیا بود.